# Coldwater (Mississippi)
Coldwater è una città (town) degli Stati Uniti d'America, situata nella contea di Tate, nello Stato del Mississippi.